# Volker Diehl
Volker Diehl, född den 24 oktober 1963 i Ludwigshafen, död den 29 april 2022 i Århus, var en tysk tävlingscyklist (främst på bana) som var professionell från 1986 till 1991, blev europamästare i madison 1987 (i par med Roland Günther), samt vann tre sexdagarslopp under karriären. På landsväg blev han tvåa i linjelopp vid de västtyska mästerskapen 1987 och vann en etapp i Coors Classic samma år..
Diel omkom till följd av en bilolycka i Danmark 2022.

## Meriter – landsväg
1987
Vinnare av etapp 14 i Coors Classic
2:a i linjelopp vid Västtyska mästerskapen

## Meriter – bana

### Europamästerskap ("Vintermästerskapen")[2]
| 1987/1988 Europamästare i madison med Roland Günther 3:a i omnium | 1988/1989 2:a i madison med Roland Günther 2:a i omnium |

### Sexdagarslopp
| 1987/1988 2:a i Dortmunds sexdagars (okt.) med Pierangelo Bincoletto 3:a i Zürichs sexdagars (nov.) med Roland Günther 3:a i Stuttgarts sexdagars (jan.) med Roland Günther 1988/1989 2:a i Münsters sexdagars (okt.) med Roland Günther 2:a i Dortmunds sexdagars (okt.) med Roland Günther | 1989/1990 Vinnare av Stuttgarts sexdagars (jan.) med Etienne De Wilde Vinnare av Berlins sexdagars (jan.) med Bruno Holenweger 2:a i Köpenhamns sexdagars (dec.) med Roland Günther 2:a i Kölns sexdagars (dec./jan.) med Stan Tourné 3:a i Dortmunds sexdagars (okt.) med Danny Clark 3:a i Bordeaux sexdagars (dec.) med Marc Meilleur 3:a i Bremens sexdagars (jan.) med Urs Freuler 1990 Vinnare av Bassano del Grappas sexdagars (jul.) med Silvio Martinello 1990/1991 3:a i Bremens sexdagars (jan.) med Bruno Holenweger |